# Елизабета Котроманич
Елизабета Котроманич (на босненски: Elizabeta Kotromanić/Елизабета Котроманић; на унгарски: Kotromanics Erzsébet; на полски: Elżbieta Bośniaczka; Elizabeta/Jelisaveta Kotromanić; * ок. 1340; † 16 януари 1387, замък Новиград, Задарска жупания, Хърватия) от династията Котроманичи от Босна, е чрез женитба кралица на Унгария и Хърватия (1353 – 1382) и на Полша (1370 – 1382), също регентка на Унгария-Хърватия от 1382 и на Полша (1382 – 1384).

## Произход и брак
Дъщеря е на Стефан II Котроманич († 1353), бан на Босна, и на съпругата му Елизавета Куявска от рода Пясти († 1345), роднина на полския крал Владислав I Локетек.
Елизабета се омъжва през 1353 г. за близкия си роднина Лайош I (* 1326, † 1492), крал на Унгария (1342 – 1382) от династията на Сицилианските Анжуйци, син на Карл Роберт Анжуйски. Тя е втората му съпруга. Преди това Елизабета е живяла като заложник при майка му Елизабет Полска и там 3 години е възпитавана.

## Регентка
През 1382 г. умира Лайош I Велики. Елизабета Котроманич, вече като кралица-майка, след смъртта на съпруга си е регент на малолетната си дъщеря Мария (при възцаряването си - към 10-годишна) за Унгария и Полша. Младата кралица е сгодена за немския принц Сигизмунд Люксембургски, който е правнук на полския крал Кажимеж III Велики. Сигизмунд се опитва по време на властта си над Бранденбург да затопли германско-полските взаимоотношения, но е възприеман от полското благородничество, като враг. Съответно и предполагаемата му бъдеща жена става непопулярна сред тях. На 25 септември 1382 г. на конгреса в Радомско (Полша) поставят на Сигизмунд много тежки условия, като това постоянно да живее в Полша. На 6 декември 1382 г. новият конгрес на цяла Полша във Висла решава да не го допусне в Краков, а по-късно шляхтичите направо избират друг монарх - Ядвига Анжуйска, по-малката дъщеря на Лайош I и Елисавета Котроманич, напускат съюза с Унгария  и обещават да оженят момичето за литовския княз Владислав II, известен и като Йогайла, с което поставят основите на Първото Полско-Литовско обединено кралство (Ржечпосполита).
Междувременно се явява и друг претендент за полския трон, Земовит IV Мазовицки, мазовецки херцог от клон на династията Пясти. Начело на унгарска армия от 12 000 души, която има за цел да подкрепи Ядвига и Елизабета срещу него, Сигизмунд пристига в Полша на 10 август 1383 г. Армията се разполага на лагер в Стари Сонч в голяма вреда на местното население (според хрониката на Янко от Чърнково). След като Владислав, херцог на Куявско и Ополе, на 6 октомври е постигнато примирие до Великден следващата година полското дворянство се събира в Радомско на 2 март 1384 г. и отправя искане Ядвига да дойде в страната възможно най-скоро.Обаче Елизабета предпочита Сигизмунд и се опитва да им го натрапи поне като владетел на северната част, което полските магнати отхвърлят, заплашвайки я с война. Ядвига е коронясана за кралица на Полша през 1834 г, а на следващата сключва брак с литовския княз и обединението между двете държава се случва с т.нар. Кревска уния.
Пак по това време в Унгария избухват въстания срещу управлението на кралицата-регент, водени от хърватските магнати. През пролетта на 1385 година палатин Никола Горянски убеждава младата кралица Мария да прекрати годежа си със Сигизмунд Люксембургски, който като германец е мразен както от хървати, така и от унгарци. В опит да се задържи на власт, Елизабета уговаря ръката на Мария за Луи Орлеански, син на френския крал Шарл V Мъдри. Все пак първо трябва тя официално да развали годежа на дъщеря си със Сигизмунд Люксембургски, за което пък е необходимо папско разрешение. Унгария и Франция признават различни (претенденти за) папи в условията на продължаващата Папска схизма; разрешение за разваляне на годежа дава Климент VII, който е френският фаворит за поста. През април 1385 година става условна сватба (брак по доверие - в отсъствие на жениха) между приблизително 13-годишните кралица Мария и Луи Орлеански, но Сигизмунд и унгарските дворяни я го признават за законна (унгарците подкрепят претенциите на Урбан VI, а противника му смятат за антипапа). Така че, след като продава много свои имоти, още в началото на август младият маркграф начело на армия проникна в Унгария и завладява Нитра и Пожун. Кралица Мария от своя страна, изоставяйки предполагаемия си съпруг и с оглед предпазването на властта си от нарастваща бунтовническа партия на югозапад, пак се обявява за годеница на Сигизмунд, жени се за него през септември 1385 г., а когато идва и в столицата (към февруари 1386 г) той става крал-консорт на Унгария, макар и против волята на Елизабета Котроманич.
Обаче и Карл III Анжуйски от Анжу-Сицилиански дом от крал на Неапол, който е убеден от някои унгарски барони да предяви претенции за унгарския престол и да отстрани братовчедка си Мария Унгарска, също настоява да получи трона. Той обосновава действията си с факта, че оглавява Анжуйския дом, който по това време управлява и Унгария. С помощта на унгарските барони от южните части на кралството Карл III успява да детронира Мария Анжуйска и да се възцари като крал Карой II, но скоро е убит в резултат на заговор, скроен от Елизабета Котроманич. На 7 февруари 1386 г. Карл III е примамен и нападнат в нейния дом и ранен тежко. След това той е отведен във Вишеград, където умира от раните си на 24 февруари 1386 г.
Елизабета Котроманич си връща регенството, но босненския бан Твърдко Котроманич, неин братовчед, не признава крал-консорта, а хърватите в Южна Унгария направо приемат за свой крал Ласло Неаполитански. Елизабета и дъщеря ѝ Мария са пленени от хърватски бунтовници и хвърлени в затвор, първо в Гомнец, а след това - в замъка Новиград, при едноименното село, в близост до град Задар, Хърватия, където Елизабета умира. Смята се, че е убита (удушена от надзирателите си) през януари 1387 г., а за смъртта й нейните последователи винят Твърдко. При все, че се твърди, че трупът ѝ е хвърлен в река, тя е погребана първо в Задар, а по-късно тленните й останки са прехвърлени в Секешфехервар, където е и гробницата на унгарските крале. Мария е освободена от Сигизмунд.

## Деца
Елизабета и Лайош I имат децата:
- Мария (1365 – 1366)
- Катарина (1370 – 1377), сгодена (1374) за Луи Френски (* 1372; † 1407), син на крал Шарл V
- Мария (1371 – 1395), омъжена за Сигизмунд Люксембургски, маркграф на Бранденбург и Моравия, бъдещ император
- Ядвига (1373 – 1400), кралица на Полша (1384 – 1399), светица, омъжена за Владислав II Ягело, велик княз на Литва